# Tephrosia pentaphylla
Tephrosia pentaphylla är en ärtväxtart som först beskrevs av William Roxburgh, och fick sitt nu gällande namn av George Don jr. Tephrosia pentaphylla ingår i släktet Tephrosia och familjen ärtväxter. Inga underarter finns listade i Catalogue of Life.